# Сейлор Мун
«Сейлор Мун» або «Сейлормун» (яп. 美少女戦士セーラームーン, Bishōjo Senshi Sērā Mūn, бішьоджьо сенші се:ра му:н;  досл. укр. «Красуня-воїтелька Сейлор Мун») — манґа, створена манґакою Такеуті Наоко. Виходила у сьодзьо-журналі Nakayoshi видавництва Kodansha з 1991 по 1997 роки. 60 окремих глав манґи (пізніше реорганізованих у 52), разом з іншими другорядними історіями та спінофами були видані у 18 танкобонах.
Сюжет розповідає про юну школярку Цукіно Усаґі, дещо ледачу і життєрадісну дівчинку, до якої приходить кішка Луна з півмісяцем на чолі й стверджує, що Усаґі покликана стати Сейлор-воїтелькою — захисницею планети від зла, яким була у минулому житті. Усаґі набуває здібності перетворюватися у могутню (чи не дуже) воячку і нищити демонічне поріддя силою світла місяця. Потім збирає власну команду таких само сейлор-войовниць і бореться із вселенським злом.
На основі манґи компанією Toei Animation був створений однойменний аніме-серіал, що виходив в Японії з березня 1992 по лютий 1997. Компанія Toei Animation також створила три повнометражних анімаційних фільми, телевізійний спешл та три короткометражних фільмів на основі аніме. Ігровий телесеріал Pretty Guardian Sailor Moon виходив з 2003 по 2004 роки. Нова аніме-адаптація манґи Sailor Moon Crystal розпочала показ у 2014. В Україні аніме транслювалось на Новому каналі та на К1.
«Сейлор Мун» отримала визнання серед критиків та читачів за художній стиль, персонажів та гумор. Було продано понад 46 мільйонів примірників манґи, через що вона потрапила у список найпродаванішої манґи. «Сейлор Мун» також є однією з найпродаваніших сьодзьо-манґ за весь час. Франшиза загалом згенерувала продажів мерчу на 2,5 мільйони доларів по всьому світу.
«Сейлор Мун» було визнано найкращим аніме 1993 року за версією журналу Animage.

## Сюжет
У сиву давнину на Місяці було королівство — Срібне Тисячоліття, яке мирно співіснувало із Землею. Принц Землі Ендіміон та принцеса Місяця Сереніті (Селеніті, Селена у різних перекладах) покохали одне одного, проте люди, захоплені темною силою, напали на Срібне Тисячоліття. Королеві Сереніті, матері Принцеси Сереніті, вдалося зупинити загарбників за допомогою Легендарного Срібного Кристалу, але попри це, королівство було знищене. Однак Королеві Сереніті  вдалося влаштувати усе так, щоб її дочка та воїтельки-охорониці переродились у мирному майбутньому та зуміли прожити там спокійне і щасливе життя. Головна героїня «Сейлор Мун» звичайна 14-річна школярка з Токіо — Цукіно Усаґі. Одного разу Усаґі зустрічає кішку Луну, яка вміє розмовляти.
Луна допомогла Усаґі пробудити свої сили та навчила її перетворюватись у Сейлор Мун для того, щоб боротися зі злом, яке намагається захопити Землю. Згодом до Усаґі приєднуються інші сейлор-воїтельки.

## Виробництво

### Концепція та створення
Такеуті Наоко, після роботи над манґою Акімото Намі Miracle Girls у  1991, вирішила розширити свою манґу Codename: Sailor V у «Сейлор Мун». Codename: Sailor V виходила з 20 серпня 1991 року і мала Сейлор Венеру як протагоністку. Наоко хотіла створити історію про дівчат у космосі.
Такеуті розповідала, спочатку в обговореннях з Kodansha фігурувала тільки одна сюжетна арка, а робота над сюжетом розпочалася за рік до публікації:93. Після закінчення першої арки, Toei та Kodansha попросили Такеуті продовжити роботу над серією. Вона написала ще чотири сюжетні арки, які публікувалися одночасно з виходом п'яти сезонів аніме. При цьому манґа випереджала аніме всього на 1-2 місяці:93. В результаті, аніме досить точно відповідає сюжетній лінії манґи, хоча й має розбіжності. Пізніше Такеучі сказала, що оскільки виробнича команда Toei складалася переважно з чоловіків, вона вважає, що аніме має «легку чоловічу перспективу».
Пізніше Такеуті Наоко розповіда, що планувала вбити протагоністок у кінці, але Осано відкинув цей варіант і заявив: «[„Сейлор Мун“] це сьодзьо-манґа!». Коли була створена аніме-адаптація, головні героїні загинули у фінальній битві з Темним Королівством, а потім їх відродили. Такеуті обурилася, що вона не змогла цього зробити у своїй версії. Такеучі також планувала, що аніме-адаптація «Сейлор Мун» триватиме один сезон, але через величезну популярність компанія Toei попросила її продовжити серіал. Спочатку їй було важко розробити ще одну сюжетну лінію, щоб продовжити серіал. Під час обговорення з Осано він запропонував включити до нього дочку Усагі з майбутнього, Чібіусу.

### Вестернізація
Після виходу аніме «Сейлор Мун» в Північній Америці англійською мовою, фанати та науковці зазначили, що у дубляж було внесено багато змін порівняно з оригінальною японською версією. У англомовній версії «Сейлор Мун» 1995 року, вестернізацію можна помітити у тому, що більшість імен персонажів було змінено з японських на англійські.

## Медіа

### Манґа
Написана та ілюстрована Такеуті Наоко «Сейлор Мун» виходила у сьодзьо-журналі Nakayoshi видавництва Kodansha з 28 грудня 1991 по 3 лютого 1997. Побічні історії виходили одночасно в іншому журналі Kodansha — RunRun. Пізніше 52 глави манґи були опубліковані у 18-ти танкобонах, що виходили з 6 липня 1992 по 4 квітня 1997. У 2003 до виходу теледрами Pretty Guardian Sailor Moon манґа була перевидана у новому форматі — сінсобан у 12 томах. Манґа отримала нову назву Pretty Guardian Sailor Moon та нову обкладинку, а також були перероблені діалогі та ілюстрації. Додатково вийшли 10 окремих коротких історій у двох томах. У 2013 до святкування 20-ліття виходу манґи її було перевидано у форматі канзенбан в 10 томах. До нового видання увійшли цифрові ремастери ілюстрацій, нові обкладинки та кольорові сторінки, що публікувалися в журналі Nakayoshi. Видання були збільшені у розмірі відносно типового японського формату манґи до A5. Короткі оповідання були перевидані в двох томах, при цьому порядок історій було змінено. До цього видання також увійшла манґа Codename: Sailor V.

### Аніме

#### Загальна інформація
| No.                 | No.          | Назва                         | Кількість серій               | Дата виходу     | Дата виходу     | Режисер                                 |
| No.                 | No.          | Назва                         | Кількість серій               | Початок         | Кінець          | Режисер                                 |
| «Сейлор Мун»        | «Сейлор Мун» | «Сейлор Мун»                  | «Сейлор Мун»                  | «Сейлор Мун»    | «Сейлор Мун»    | «Сейлор Мун»                            |
| ------------------- | ------------ | ----------------------------- | ----------------------------- | --------------- | --------------- | --------------------------------------- |
|                     | 1            | «Сейлор Мун»                  | 46                            | 7 березня 1992  | 27 лютого 1993  | Сато Дзюн'іті                           |
|                     | 2            | Sailor Moon R                 | 43                            | 6 березня 1993  | 12 березня 1994 | Ікухара Куніхіко, Сато Дзюн'іті (#1−13) |
| Фільм               | Фільм        | Sailor Moon R: The Movie      | Sailor Moon R: The Movie      | 5 грудня 1993   | 5 грудня 1993   | Ікухара Куніхіко                        |
|                     | 3            | Sailor Moon S                 | 38                            | 19 березня 1994 | 25 лютого 1995  | Ікухара Куніхіко                        |
| Фільм               | Фільм        | Sailor Moon S: The Movie      | Sailor Moon S: The Movie      | 4 грудня 1994   | 4 грудня 1994   | Сібата Хірокі                           |
|                     | 4            | Sailor Moon SuperS            | 39                            | 4 березня 1995  | 2 березня 1996  | Ікухара Куніхіко                        |
| Фільм               | Фільм        | Sailor Moon SuperS: The Movie | Sailor Moon SuperS: The Movie | 23 грудня 1995  | 23 грудня 1995  | Сібата Хірокі                           |
|                     | 5            | Sailor Moon Sailor Stars      | 34                            | 9 березня 1996  | 8 лютого 1997   | Іґарасі Такуя                           |
| Sailor Moon Crystal |              |                               |                               |                 |                 |                                         |
|                     | 6            | Season I: Dark Kingdom        | 14                            | 5 липня 2014    | 17 січня 2015   | Сакай Мунехіса                          |
|                     | 7            | Season II: Black Moon         | 12                            | 7 лютого 2015   | 18 липня 2015   | Сакай Мунехіса                          |
|                     | 8            | Season III: Death Busters     | 13                            | 4 квітня 2016   | 27 червня 2016  | Кон Тіакі                               |
| Фільм               | Фільм        | Sailor Moon Eternal -Part 1-  | Sailor Moon Eternal -Part 1-  | 8 січня 2021    | 8 січня 2021    | Кон Тіакі                               |
| Фільм               | Фільм        | Sailor Moon Eternal -Part 2-  | Sailor Moon Eternal -Part 2-  | 11 лютого 2021  | 11 лютого 2021  | Кон Тіакі                               |
| Фільм               | Фільм        | Sailor Moon Cosmos -Part 1-   | Sailor Moon Cosmos -Part 1-   | 9 червня 2023   | 9 червня 2023   | Такахасі Томоя                          |
| Фільм               | Фільм        | Sailor Moon Cosmos -Part 2-   | Sailor Moon Cosmos -Part 2-   | 30 червня 2023  | 30 червня 2023  | Такахасі Томоя                          |
| Загалом             | Загалом      | Загалом                       | 239 серій + 7 фільмів         | 7 березня 1992  | 30 червня 2023  | —                                       |

#### «Сейлор Мун»
Toei Animation створили аніме-серіал «Сейлор Мун» на основі 52 глав манґи. Режисером першого сезону став Сато Дзюн'іті, Ікухара Куніхіко був режисером з другого по четвертий сезон, а Іґарасі Такуя зняв фінальний п'ятий сезон. Прем'єра серіалу в Японії відбулася на TV Asahi 7 березня 1992. Всього вийшло 200 епізодів, фінальний вийшов 8 лютого 1997. Після виходу серіал швидко став найрейтинговішим телесеріалом від Toei Animation.

#### Sailor Moon Crystal
6 липня 2012 Kodansha та Toei Animation оголосили про створення нової аніме-адаптації манґи «Сейлор Мун», яка отримала назву Pretty Guardian Sailor Moon Crystal. На 2013 рік було заплановано міжнародний реліз, що мав би стати частиною святкуваня 20-річчя франшизи. Також було оголошено, що нова адаптація буде ближчою до оригіналу, ніж перший аніме-серіал.

#### Фільми
На основі аніме-серіалу компанія Toei Animation створила три повнометражні анімаційні фільмі: Sailor Moon R: The Movie у 1993, Sailor Moon S: The Movie у 1994 та Sailor Moon SuperS: The Movie у 1995. Сюжет фільмів розказує побічні історії, які не пов'язані прямо подіями серіалу. Ікухара Куніхіко зрежесував перший фільм, а режисером наступних двох став Сібата Хірокі. 8 квітня 1995 в Японії на телеканалі TV Asahi вийшов годинний ТВ-спешал.

### Мюзикли
У 1993 відбулася перша прем'єра мюзиклу заснованого на манзі «Сейлор Мун». Головну роль виконала театральна акторка та співачка Ояма Анза. Загалом було створено тридцять таких мюзиклів. Історії шоу включають сюжетні лінії, натхненні аніме, та оригінальний матеріал. Музика із серіалу була випущена приблизно на 20 альбомах. Популярність мюзиклів була названа причиною створення ігрового телесеріалу Pretty Guardian Sailor Moon.

### Ігрові фільми та серіали

#### Скасований ігровий фільм від Дісней
У 1990-х роках компанія Дісней мала намір зробити ігрову адаптацію по франшизі від студії Walt Disney Pictures, але фільм майже одразу було скасовано.

#### Pretty Guardian Sailor Moon
У 2003 Toei Company створили японський ігровий серіал на основі «Сейлор Мун», для якого було використано нову англомовну назву франшизи Pretty Guardian Sailor Moon. Телесеріал з 49 серій виходив на телеканалі Chubu-Nippon Broadcasting з 4 жовтня 2003 по 25 вересня 2004. Головні ролі виконали Савай Мійю (Цукіно Усаґі), Ідзумі Ріка (Мізуно Амі), Кітаґава Кейко (Хіно Рей), Адзама Мю (Кіно Макото), Комацу Аяка (Айно Мінако), Сібуе Дзьодзі (Чіба Мамору), Хан Кейко повернулася до озвучування Луни, а Ямагуті Каппей - Артеміса. Серіал показує альтернативну версію сюжетної арки про Темне Королівство, з додаванням сюжетної лінії, відмінної від тієї, що була в манзі та першому аніме-серіалі. У серіалі є оригінальні персонажі та нові розвитки сюжету. У додачу до телесеріалу вийшло два «відразу на відео» спеціальних епізода. «Special Act» відбувається через чортири роки після завершення серіалу і показує весілля головних героїв. «Act Zero» є пріквелом до серіалу і показує історії становлення Сейлор Венери та Такседо Камена.

### Відеоігри
На основі франшизи «Сейлор Мун» було випущено декілька відеігр різних жанрів та для різних платформ. Більшість була розроблена компанією Bandai та їхнімі підрядниками Angel. Інші були створені Banpresto. Ранні ігри були у жанрі «побий їх усіх». Пізніші були головоломками та файтингами. Гра Another Story, що вийшла ексклюзивно для платформи Super Famicom, була покровокою рольовою грою. Єдиною грою франшизи, створеною за межами Японії, була The 3D Adventures of Sailor Moon від 3VR New Media. Вона вийшла в Північній Америці у 1997. Гра розроблялася у співпраці з компанією DIC Entertainment, якій на той час належали права аніме-серіал. 16 березня 2011 вийшла гра Sailor Moon: La Luna Splende (Sailor Moon: The Moon Shines) для платформи Nintendo DS.

### Настольні ігри
Компанія Dyskami Publishing Company у 2018 році випустила дві настольні ігри Sailor Moon Crystal Dice Challenge та Sailor Moon Crystal Truth or Bluff, створені Джеймсом Ернестом з Cheapass Games. Вони засновані на механиці короткої гри 2017 року Button Men.

### Тематичні атракціони
У 2018 році було анонсовано тематичний атракціон по франшизі «Сейлор Мун» - Pretty Guardian Sailor Moon: The Miracle 4-D для парку Universal Studios Japan. У ньому Сейлор Мун та Внутрішні Вартові прибули до тематичного парку, де виявили та зупинили план Йоми, який мав на меті викрасти енергію людей. Атракціон працював з 16 березня по 24 липня 2018 року.
Сіквел атракціону Pretty Guardian Sailor Moon: The Miracle 4-D: Moon Palace arc працював з 31 травня по 25 серпня 2019. У ньому були представлені всі 10 Сейлор Вартових та Супер Сейлор Мун.
У січні 2022 було анонсовано новий атракціон Pretty Guardian Sailor Moon: The Miracle 4-D ~Moon Palace arc~ Deluxe. Атракціон мав той самий сюжет, що й попередній, і представляв Сейлор Вартових у їхніх образах принцес. Він тривав з 4 березня по 28 серпня 2022 року.

### Шоу на ковзанах
30 червня 2019 року було анонсовано шоу на ковзанах «Сейлор Мун» за участю російської фігурістки Євгенії Медведєвої у головній ролі. Було оголошено назву майбутнього шоу - Pretty Guardian Sailor Moon: Prism on Ice, а також склад акторів. Японська співачка Anza, яка грала у перших мюзиклах по «Сейлор Мун», мала зіграти королеву Сереніті, а сейю головних ролей з Sailor Moon Crystal мали б повернутися до озвучення своїх ролей у новому шоу. Сценаристом мав стати Хірамацу Такуя, який працював раніше на мюзиклами, Сато Юко та Беджі Швіммер мали б створити хореографію, а Косака Акіко та Кайґі Ґессоку - написати музику. Прем'єра шоу була запланована на першу половину червня 2020 року, але була відкладена спочатку на червень 2021, потім на червень 2022 через пандемію коронавіруса. 23 лютого 2023 стало відомо, що робота над шоу на ковзанах зупинена і шоу скасовано через «нестабільну ситуацію у світі» на тлі російської збройної агресії проти України.